# فرودگاه آبی دریاچه کنستانس
فرودگاه آبی دریاچه کنستانس (به انگلیسی: Constance Lake Water Aerodrome) یک فرودگاه خصوصی است که یک باند فرود آب دارد. این فرودگاه در کشور کانادا قرار دارد و در ارتفاع ۶۰ متری از سطح دریا واقع شده‌است.